# 孔寧
孔寧，出自孔氏，名寧，又称公孙宁，中国春秋时期陈国人物，陈灵公时期的大夫。
前611年（周匡王二年、鲁文公十六年、晋灵公十年、宋昭公九年、卫成公二十四年、郑穆公十七年、陈灵公三年），宋国人杀死国君宋昭公，另立宋文公。前610年（周匡王三年、鲁文公十七年、晋灵公十一年、宋文公元年、卫成公二十五年、郑穆公十八年、陈灵公四年）春，晋国荀林父、卫国孔达、陈国公孙宁、郑国石楚联军攻打宋国，质问杀死国君之事，最后还是承认了宋文公的君位而回国。前600年（周定王七年、鲁宣公九年、楚庄王十四年、陈灵公十四年），陈灵公、孔宁、仪行父与夏姬通奸，都将夏姬的汗衣贴身穿着，在朝廷上开玩笑。泄冶劝谏，陈灵公把泄冶的话告诉孔宁、仪行父，孔宁、仪行父请求杀死泄冶，陈灵公听从了。前599年（周定王八年、鲁宣公十年、楚庄王十五年、陈灵公十五年），陈灵公、孔宁、仪行父在夏姬的儿子夏征舒家喝酒。灵公对仪行父说：“征舒长得像你。”仪行父回答说：“也像国君。”夏征舒从马房里用箭射死灵公。孔宁、仪行父逃亡到楚国。前598年（周定王九年、鲁宣公十一年、楚庄王十六年、陈成公元年），楚庄王攻打陈国，杀死夏征舒，将公孙宁、仪行父送回陈国。前589年（周定王十八年、鲁成公二年、楚共王二年、陈成公十年）十一月，楚国公子婴齐、鲁成公、蔡景侯、许灵公、秦国右大夫说、宋国华元、陈国公孙宁、卫国孙良夫、郑国公子去疾和齐国大夫、曹宣公、邾定公、薛国、鄫国在蜀地结盟。《汉书·古今人表》将他列为下下第九等。